# Visegrád 24
 (décembre 2023).
Visegrád 24 est un compte polonais sur le réseau social X qui publie en anglais. Il intervient également sur d'autres réseaux sociaux.
Il a été ouvert en 2020 par Stefan Tompson, directeur d’une entreprise de marketing politique de Varsovie et militant conservateur. Son nom fait référence au groupe de Visegrad.
Il se concentre principalement sur l'invasion russe de l'Ukraine et la guerre de Gaza de 2023 depuis un point de vue pro-américain et pro-israélien. Il est régulièrement mis en cause pour sa diffusion de fausses informations,.

## Crédibilité
OKO.press note que Visegrád 24 n'identifie pas ses sources et publie occasionnellement de fausses informations.
Avec la guerre en Ukraine, Visegrád 24 est devenu populaire et a été référencé par plusieurs médias polonais et internationaux, notamment CNBC, Daily Express, Euractiv et le Times of Israel.

## Audience
Le compte dispose de 277 000 abonnés sur Twitter (aujourd'hui X) en 2022, et 1,3 million en 2025. Avec 7,5 milliards de messages « vus » en 2024 sur le réseau social, il est l’un des comptes d’actualité les plus influents sur la plateforme. 
Une étude de l’université de Washington le place parmi la « nouvelle élite » de X, ces comptes qui y supplantent les médias traditionnels, constatant qu’il a fortement contribué à forger la couverture de la guerre de Gaza. Les Etats-Unis représentent 35 % de son audience.
Il est parmi les comptes les plus rediffusés par le milliardaire Elon Musk, propriétaire du réseau social.

## Orientation
OKO.press et Le Monde le qualifient d'ultraconservateur,. 
Il entend « relayer des informations sur des conflits ou batailles idéologiques dans lesquels il y a clairement le bien et le mal ». Il met l’accent sur un petit nombre de pays et de sujets : la guerre à Gaza, la guerre en Ukraine, les attaques contre les chrétiens au Nigeria, la réforme agraire en Afrique du Sud, l’immigration et l’islam en Europe. 
Visegrád 24 bénéficie d'interactions régulières avec des représentants du gouvernement polonais et promeut principalement des politiciens polonais, le Premier ministre hongrois Viktor Orbán et Donald Trump. Il entretient également des liens avec des hauts responsables israéliens.

## Financements
L’origine des financements de Visegrád 24 n'est pas certaine. Stefan Tompson, le créateur du compte, se déclare financé par de « riches juifs américains ». Il serait financé par la Maccabee Task Force (MTF), une importante fondation américaine proche des milieux conservateurs et présidée par la milliardaire américano-israélienne Miriam Adelson, veuve de Sheldon Adelson. Il aurait aussi reçu des financements des gouvernements polonais et israélien.